# Карадыган
Карадыган (баш. Ҡарадигән) — деревня в Зианчуринском районе Республики Башкортостан Российской Федерации. Входит в состав Бикбауского сельсовета. 

## География

### Географическое положение
Расстояние до:
- районного центра (Исянгулово): 16 км,
- центра сельсовета (Трушино): 5 км,
- ближайшей ж/д станции (Саракташ): 70 км.

## Население
| 1939 | 1959 | 1970 | 1979 | 1989 | 2002 | 2009 |
| ---- | ---- | ---- | ---- | ---- | ---- | ---- |
| 329  | ↘181 | ↘147 | ↘64  | ↘39  | →39  | ↘32  |
| 2010 |      |      |      |      |      |      |
| ↘20  |      |      |      |      |      |      |

Национальный состав
Согласно переписи 2002 года, преобладающие национальности — русские (64 %), башкиры (36 %).